# Synnøve Karlsen
Synnøve Karlsen även benämnd Synnove Karlsen, född 30 juli 1996 i Glasgow, är en brittisk skådespelare.
Karlsen har bland annat medverkat i TV-serierna Medici och Bodies. Hon har även medverkat i filmen Last Night in Soho.

## Filmografi (i urval)
- 2018 – Medici (TV-serie)
- 2021 – Last Night in Soho
- 2023 – Bodies (TV-serie)